# 32 Vulpeculae
32 Vulpeculae, som är stjärnans Flamsteed-beteckning, är en ensam stjärna belägen i den norra delen av stjärnbilden Räven. Den har en genomsnittlig skenbar magnitud på ca 5,03 och är svagt synlig för blotta ögat där ljusföroreningar ej förekommer. Baserat på parallax enligt Gaia Data Release 2 på ca 5,4 mas, beräknas den befinna sig på ett avstånd på ca 610 ljusår (ca 186 parsek) från solen. Den rör sig bort från solen med en heliocentrisk radialhastighet av ca 6 km/s.

## Egenskaper
32 Vulpeculae är en orange till röd jättestjärna av spektralklass K4 III, som förbrukat förrådet av väte i dess kärna och utvecklats bort från huvudserien. Den har en radie som är ca 54 solradier och utsänder ca 708 gånger mera energi än solen från dess fotosfär vid en effektiv temperatur på ca 4 000 K.
32 Vulpeculae är en misstänkt variabel, som varierar mellan infraröd magnitud +4,99 och 5,06 i passband utan någon fastställd periodicitet.